# NGC 7117
NGC 7117 (другие обозначения — PGC 67303, ESO 236-40, AM 2142-483) — галактика в созвездии Журавль.
Этот объект входит в число перечисленных в оригинальной редакции «Нового общего каталога».